# Sisyranthus fanniniae
Sisyranthus fanniniae är en oleanderväxtart som beskrevs av Nicholas Edward Brown. Sisyranthus fanniniae ingår i släktet Sisyranthus och familjen oleanderväxter. Inga underarter finns listade i Catalogue of Life.